# 음악 다운로드

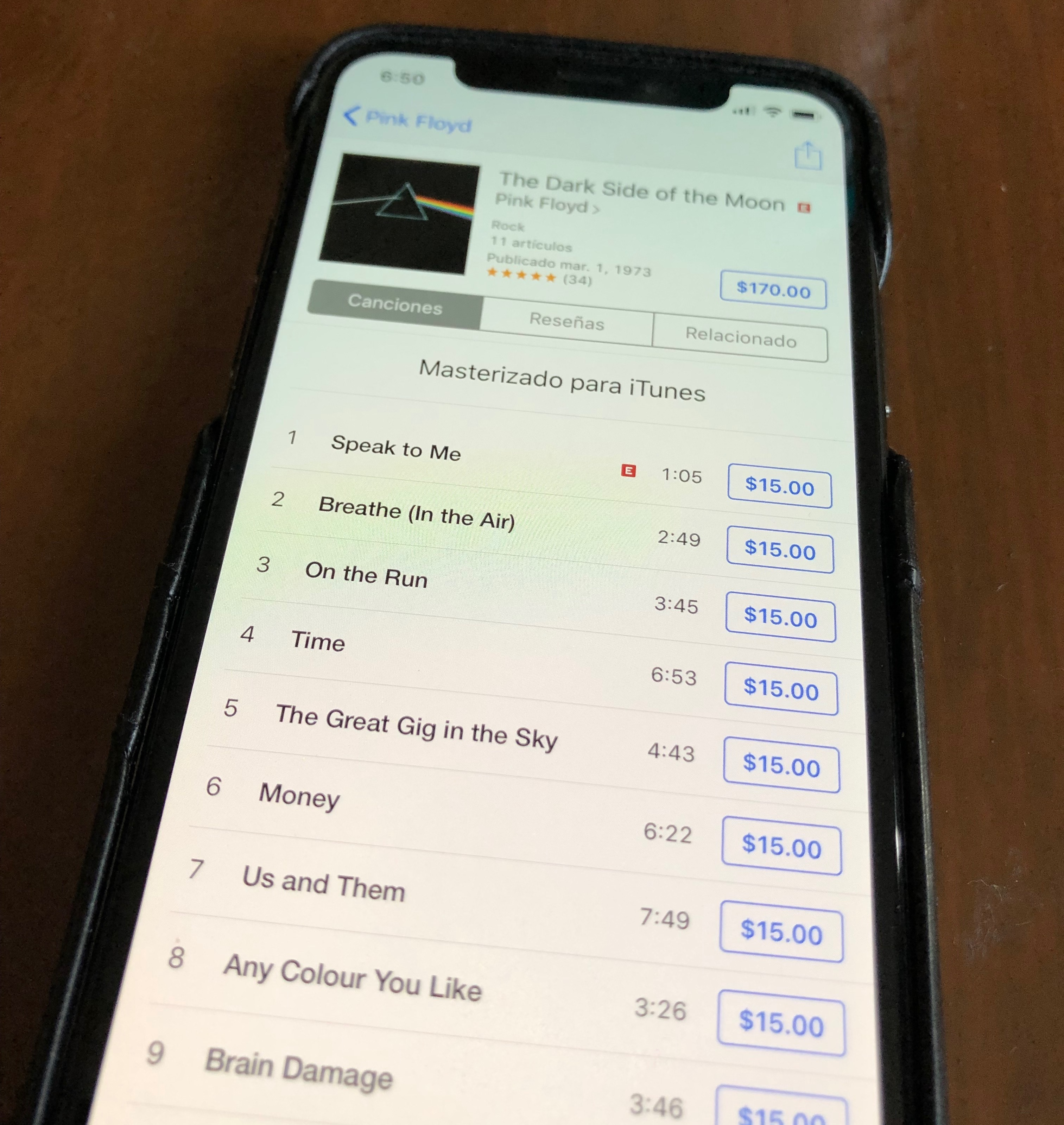
휴대전화를 통해 접근하는 아이튠즈 스토어

음악 다운로드는 인터넷 상에서 음악이나 노래를 다운로드하는 행위이다. 대표적으로 음악 다운로드를 할 수 있는 사이트는 멜론, 지니, 벅스, 엠넷 등이 있다.
대한민국의 가온 디지털 차트는 대한민국의 디지털 종합 순위로 스트리밍, 다운로드 수, 배경음 설정수를 총 집계한 차트이며, 가온 다운로드 차트는 다운로드 수만 집계한 차트이다.